# Criteriul Dauphiné 2016
Critériul Dauphiné 2016 este cea de a 68-a ediție a Critériului
Dauphiné cursă de ciclism pe etape. Cele opt etape ale cursei încep în Les Gets pe 5 iunie și se încheie în SuperDévoluy pe 12 iunie fiind a șasiprezecea din cele douăzeci și opt curse din Circuitul mondial UCI 2016. Criteriul Dauphiné este privit ca o avanpremieră pentru Turul Franței care va avea loc luna viitoare, mai mulți candidați pentru clasamentul general al Turului urmând a participa la cursa.

## Echipe
Toate cele 18 echipe din UCI WorldTeams au fost invitate în mod automat și au fost obligate să participe la cursă. Patru echipe au primit wild card-uri.

### Echipe UCI World
| - Ag2r-La Mondiale - Astana - BMC Racing Team - Etixx-Quick Step - FDJ - IAM Cycling - Lampre-Merida - Lotto Soudal - Movistar Team | - Orica-GreenEDGE - Cannondale-Garmin - Giant-Alpecin - Team Katusha - LottoNL–Jumbo - Dimension Data - Team Sky - Tinkoff-Saxo - Trek-Segafredo |  |

### Echipe continentale profesioniste UCI
| - Bora–Argon 18 - Cofidis | - Direct Énergie - Wanty–Groupe Gobert |  |

## Traseu
| Etapa  | Dată   | Start – Sosire                             | type               | Distanță (km) | Câștigător           | Liderul global   |
| ------ | ------ | ------------------------------------------ | ------------------ | ------------- | -------------------- | ---------------- |
| Prolog | 5 iun  | Les Gets – Les Gets                        | prolog             | 3,9           | Alberto Contador     | Alberto Contador |
| 1      | 6 iun  | Cluses – Saint-Vulbas                      | etapă valonată     | 186           | Nacer Bouhanni       | Alberto Contador |
| 2      | 7 iun  | Crêches-sur-Saône – Chalmazel-Jeansagnière | etapă intermediară | 167,5         | Jesús Herrada        | Alberto Contador |
| 3      | 8 iun  | Boën – Tournon-sur-Rhône                   | etapă valonată     | 182           | Fabio Aru            | Alberto Contador |
| 4      | 9 iun  | Tain-l'Hermitage – Belley                  | etapă intermediară | 176           | Edvald Boasson-Hagen | Alberto Contador |
| 5      | 10 iun | La Ravoire – Vaujany                       | etapă de munte     | 140           | Chris Froome         | Chris Froome     |
| 6      | 11 iun | La Rochette – Méribel                      | etapă de munte     | 141           | Thibaut Pinot        | Chris Froome     |
| 7      | 12 iun | Le Pont-de-Claix – SuperDévoluy            | etapă de munte     | 151           | Steve Cummings       | Chris Froome     |

## Etape

### Prolog
5 iunie - Les Gets - 4 km (contratimp individual)
| Loc | Concurent          | Echipă           | Timp   |
| --- | ------------------ | ---------------- | ------ |
| 1   | Alberto Contador   | Tinkoff-Saxo     | 11'36" |
| 2   | Richie Porte       | BMC Racing Team  | +6"    |
| 3   | Chris Froome       | Team Sky         | +13"   |
| 4   | Dan Martin         | Etixx-Quick Step | +21"   |
| 5   | Julian Alaphilippe | Etixx-Quick Step | +24"   |
| 6   | Wout Poels         | Team Sky         | +25"   |
| 7   | Romain Bardet      | Ag2r-La Mondiale | +29"   |
| 8   | Adam Yates         | Orica-GreenEDGE  | +31"   |
| 9   | Diego Rosa         | Astana           | +37"   |
| 10  | Jesús Herrada      | Movistar Team    | +16"   |

### Etapa 1
6 iunie - Cluses - Saint-Vulbas - 186 km 
| Loc | Concurent            | Echipă          | Timp     |
| --- | -------------------- | --------------- | -------- |
| 1   | Nacer Bouhanni       | Cofidis         | 4h27'53" |
| 2   | Jens Debusschere     | Lotto Soudal    | a.t.     |
| 3   | Sam Bennett          | Bora–Argon 18   | a.t.     |
| 4   | Edvald Boasson Hagen | Dimension Data  | a.t.     |
| 5   | Jonas Van Genechten  | IAM Cycling     | a.t.     |
| 6   | Moreno Hofland       | LottoNL–Jumbo   | a.t.     |
| 7   | Tony Hurel           | Direct Énergie  | a.t.     |
| 8   | Sondre Holst Enger   | IAM Cycling     | a.t.     |
| 9   | Daryl Impey          | Orica-GreenEDGE | a.t.     |
| 10  | Edward Theuns        | Trek-Segafredo  | a.t.     |

| Loc | Concurent          | Echipă           | Timp     |
| --- | ------------------ | ---------------- | -------- |
| 1   | Alberto Contador   | Tinkoff-Saxo     | 4h39'29" |
| 2   | Richie Porte       | BMC Racing Team  | +6"      |
| 3   | Chris Froome       | Team Sky         | +13"     |
| 4   | Dan Martin         | Etixx-Quick Step | +21"     |
| 5   | Julian Alaphilippe | Etixx-Quick Step | +24"     |
| 6   | Wout Poels         | Team Sky         | +25"     |
| 7   | Romain Bardet      | Ag2r-La Mondiale | +29"     |
| 8   | Adam Yates         | Orica-GreenEDGE  | +31"     |
| 9   | Diego Rosa         | Astana           | +37"     |
| 10  | Jesús Herrada      | Movistar Team    | +16"     |

### Etapa a 2-a
7 iunie - Crêches-sur-Saône - Chalmazel-Jeansagnière - 168 km 
| Loc | Concurent          | Echipă          | Timp     |
| --- | ------------------ | --------------- | -------- |
| 1   | Jesús Herrada      | Movistar Team   | 4h13'43" |
| 2   | Tony Gallopin      | Lotto Soudal    | +2"      |
| 3   | Serge Pauwels      | Dimension Data  | +2"      |
| 4   | Fabrice Jeandesboz | Direct Énergie  | +2"      |
| 5   | Daniel Moreno      | Movistar Team   | +2"      |
| 6   | Bauke Mollema      | Trek-Segafredo  | +2"      |
| 7   | Greg Van Avermaet  | BMC Racing Team | +2"      |
| 8   | Chris Froome       | Team Sky        | +2"      |
| 9   | Valerio Conti      | Lampre-Merida   | +2"      |
| 10  | Joaquim Rodriguez  | Team Katusha    | +2"      |

| Loc | Concurent          | Echipă           | Timp     |
| --- | ------------------ | ---------------- | -------- |
| 1   | Alberto Contador   | Tinkoff-Saxo     | 8h53'14" |
| 2   | Richie Porte       | BMC Racing Team  | +6"      |
| 3   | Chris Froome       | Team Sky         | +13"     |
| 4   | Dan Martin         | Etixx-Quick Step | +21"     |
| 5   | Julian Alaphilippe | Etixx-Quick Step | +24"     |
| 6   | Jesús Herrada      | Movistar Team    | +27"     |
| 7   | Adam Yates         | Orica-GreenEDGE  | +31"     |
| 8   | Diego Rosa         | Astana           | +37"     |
| 9   | Daniel Navarro     | Cofidis          | +43"     |
| 10  | Bauke Mollema      | Trek-Segafredo   | +48"     |

### Etapa a 3-a
8 iunie - Boën-sur-Lignon - Tournon-sur-Rhône - 182 km 
| Loc | Concurent            | Echipă              | Timp     |
| --- | -------------------- | ------------------- | -------- |
| 1   | Fabio Aru            | Astana              | 4h19'54" |
| 2   | Alexander Kristoff   | Team Katusha        | +2"      |
| 3   | Niccolo Bonifazio    | Trek-Segafredo      | +2"      |
| 4   | Julian Alaphilippe   | Etixx-Quick Step    | +2"      |
| 5   | Edvald Boasson Hagen | Dimension Data      | +2"      |
| 6   | Sam Bennett          | Bora–Argon 18       | +2"      |
| 7   | Daryl Impey          | Orica-GreenEDGE     | +2"      |
| 8   | Nacer Bouhanni       | Cofidis             | +2"      |
| 9   | Enrico Gasparotto    | Wanty–Groupe Gobert | +2"      |
| 10  | Arthur Vichot        | FDJ                 | +2"      |

| Loc | Concurent          | Echipă           | Timp      |
| --- | ------------------ | ---------------- | --------- |
| 1   | Alberto Contador   | Tinkoff-Saxo     | 13h13'10" |
| 2   | Richie Porte       | BMC Racing Team  | +6"       |
| 3   | Chris Froome       | Team Sky         | +13"      |
| 4   | Dan Martin         | Etixx-Quick Step | +21"      |
| 5   | Julian Alaphilippe | Etixx-Quick Step | +24"      |
| 6   | Jesús Herrada      | Movistar Team    | +27"      |
| 7   | Adam Yates         | Orica-GreenEDGE  | +31"      |
| 8   | Diego Rosa         | Astana           | +37"      |
| 9   | Daniel Navarro     | Cofidis          | +43"      |
| 10  | Bauke Mollema      | Trek-Segafredo   | +48"      |

### Etapa a 4-a
9 iunie - Tain-l'Hermitage - Belley - 176 km 
| Loc | Concurent            | Echipă           | Timp     |
| --- | -------------------- | ---------------- | -------- |
| 1   | Edvald Boasson Hagen | Dimension Data   | 4h39'26" |
| 2   | Julian Alaphilippe   | Etixx-Quick Step | a.t.     |
| 3   | Nacer Bouhanni       | Cofidis          | a.t.     |
| 4   | Jens Debusschere     | Lotto Soudal     | a.t.     |
| 5   | Greg Van Avermaet    | BMC Racing Team  | a.t.     |
| 6   | Samuel Dumoulin      | Ag2r-La Mondiale | a.t.     |
| 7   | Jens Keukeleire      | Orica-GreenEDGE  | a.t.     |
| 8   | John Degenkolb       | Giant-Alpecin    | a.t.     |
| 9   | Sam Bennett          | Bora–Argon 18    | a.t.     |
| 10  | Luka Pibernik        | Lampre-Merida    | a.t.     |

| Loc | Concurent          | Echipă           | Timp      |
| --- | ------------------ | ---------------- | --------- |
| 1   | Alberto Contador   | Tinkoff-Saxo     | 17h52'45" |
| 2   | Chris Froome       | Team Sky         | +4"       |
| 3   | Richie Porte       | BMC Racing Team  | +6"       |
| 4   | Julian Alaphilippe | Etixx-Quick Step | +9"       |
| 5   | Dan Martin         | Etixx-Quick Step | +12"      |
| 6   | Jesús Herrada      | Movistar Team    | +27"      |
| 7   | Adam Yates         | Orica-GreenEDGE  | +31"      |
| 8   | Diego Rosa         | Astana           | +37"      |
| 9   | Daniel Navarro     | Cofidis          | +43"      |
| 10  | Bauke Mollema      | Trek-Segafredo   | +48"      |

### Etapa a 5-a
10 iunie - La Ravoire - Vaujany - 140 km 
| Loc | Concurent          | Echipă            | Timp     |
| --- | ------------------ | ----------------- | -------- |
| 1   | Christopher Froome | Team Sky          | 3h32'20" |
| 2   | Richie Porte       | BMC Racing Team   | +1"      |
| 3   | Adam Yates         | Orica-GreenEDGE   | +19"     |
| 4   | Dan Martin         | Etixx-Quick Step  | +19"     |
| 5   | Alberto Contador   | Tinkoff-Saxo      | +21"     |
| 6   | Romain Bardet      | Ag2r-La Mondiale  | +25"     |
| 7   | Pierre Rolland     | Cannondale-Garmin | +27"     |
| 8   | Bauke Mollema      | Trek-Segafredo    | +27"     |
| 9   | Louis Meintjes     | Lampre-Merida     | +27"     |
| 10  | Julian Alaphilippe | Lampre-Merida     | +27"     |

| Loc | Concurent          | Echipă           | Timp      |
| --- | ------------------ | ---------------- | --------- |
| 1   | Chris Froome       | Team Sky         | 21h24'59" |
| 2   | Richie Porte       | BMC Racing Team  | +7"       |
| 3   | Alberto Contador   | Tinkoff-Saxo     | +27"      |
| 4   | Dan Martin         | Etixx-Quick Step | +37"      |
| 5   | Julian Alaphilippe | Etixx-Quick Step | +42"      |
| 6   | Adam Yates         | Orica-GreenEDGE  | +52"      |
| 7   | Diego Rosa         | Astana           | +1'08"    |
| 8   | Daniel Navarro     | Cofidis          | +1'08"    |
| 9   | Bauke Mollema      | Trek-Segafredo   | +1'21"    |
| 10  | Louis Meintjes     | Lampre-Merida    | +1'27"    |

### Etapa a 6-a
11 iunie - La Rochette - Méribel - 141 km 
| Loc | Concurent          | Echipă           | Timp     |
| --- | ------------------ | ---------------- | -------- |
| 1   | Thibaut Pinot      | FDJ              | 4h24'16" |
| 2   | Romain Bardet      | Ag2r-La Mondiale | a.t.     |
| 3   | Dan Martin         | Etixx-Quick Step | +1'04"   |
| 4   | Christopher Froome | Team Sky         | +1'07"   |
| 5   | Louis Meintjes     | Lampre-Merida    | +1'15"   |
| 6   | Alberto Contador   | Tinkoff-Saxo     | +1'15"   |
| 7   | Diego Rosa         | Astana           | +1'17"   |
| 8   | Adam Yates         | Orica-GreenEDGE  | +1'17"   |
| 9   | Julian Alaphilippe | Lampre-Merida    | +1'21"   |
| 10  | Richie Porte       | BMC Racing Team  | +1'21"   |

| Loc | Concurent          | Echipă           | Timp      |
| --- | ------------------ | ---------------- | --------- |
| 1   | Chris Froome       | Team Sky         | 25h50'22" |
| 2   | Richie Porte       | BMC Racing Team  | +21"      |
| 3   | Romain Bardet      | Ag2r-La Mondiale | +21"      |
| 4   | Dan Martin         | Etixx-Quick Step | +30"      |
| 5   | Alberto Contador   | Tinkoff-Saxo     | +35"      |
| 6   | Julian Alaphilippe | Etixx-Quick Step | +56"      |
| 7   | Adam Yates         | Orica-GreenEDGE  | +1'02"    |
| 8   | Diego Rosa         | Astana           | +1'18"    |
| 9   | Louis Meintjes     | Lampre-Merida    | +1'35"    |
| 10  | Thibaut Pinot      | FDJ              | +2'12"    |

### Etapa a 7-a
12 iunie - Le Pont-de-Claix - SuperDévoluy - 151 km 
| Loc | Concurent          | Echipă           | Timp     |
| --- | ------------------ | ---------------- | -------- |
| 1   | Steve Cummings     | Dimension Data   | 4h05'06" |
| 2   | Dan Martin         | Etixx-Quick Step | +3'58"   |
| 3   | Romain Bardet      | Ag2r-La Mondiale | +3'58"   |
| 4   | Wout Poels         | Team Sky         | +3'58"   |
| 5   | Adam Yates         | Orica-GreenEDGE  | +3'58"   |
| 6   | Julian Alaphilippe | Lampre-Merida    | +3'58"   |
| 7   | Diego Rosa         | Astana           | +3'58"   |
| 8   | Louis Meintjes     | Lampre-Merida    | +4'01"   |
| 9   | Richie Porte       | BMC Racing Team  | +4'01"   |
| 10  | Christopher Froome | Team Sky         | +4'01"   |

| Loc | Concurent          | Echipă           | Timp      |
| --- | ------------------ | ---------------- | --------- |
| 1   | Chris Froome       | Team Sky         | 29h59'31" |
| 2   | Romain Bardet      | Ag2r-La Mondiale | +12"      |
| 3   | Dan Martin         | Etixx-Quick Step | +19"      |
| 4   | Richie Porte       | BMC Racing Team  | +21"      |
| 5   | Alberto Contador   | Tinkoff-Saxo     | +35"      |
| 6   | Julian Alaphilippe | Etixx-Quick Step | +51"      |
| 7   | Adam Yates         | Orica-GreenEDGE  | +'57"     |
| 8   | Diego Rosa         | Astana           | +1'13"    |
| 9   | Louis Meintjes     | Lampre-Merida    | +1'30"    |
| 10  | Pierre Rolland     | Cannondale       | +2'43"    |